# Kanepi (commune)
Pour les articles homonymes, voir Kanepi.
Kanepi, en forme longue la Commune rurale de Kanepi (en estonien : Kanepi vald) est une commune rurale d'Estonie située dans le comté de Põlva.

## Géographie

### Localisation
La commune de Kanepi est située dans le Sud de l'Estonie, sur l'axe menant de Tartu à Võru.

### Communes limitrophes
| Kambja | Kambja             | Põlva     |
| Otepää | Kanepi             | Põlva     |
| Antsla | Antsla - Võru vald | Võru vald |

### Hydrographie
Les plus grands lacs de la commune sont Otepää Valgjärv, Jõksi järv, Piigandi järv et Erastvere järv.
La rivière Elva prend sa source dans le lac Otepää Valgjärv.
Les rivières Ahja et Võhandu traversent la commune.

## Urbanisme

### Voies de communication et transports

#### Routes et ponts
La commune se situe le long de la Route nationale 2 Põhimaantee 2 qui relie Tallinn à la frontière russe, en passant par Võru.

## Histoire
Il y a de cela un siècle, la petite ville estonienne de Kanepi, dont le nom signifie "cannabis" en estonien, était un village modeste niché au cœur de la campagne. La culture du chanvre, une variété de cannabis utilisée principalement pour ses fibres, était déjà bien ancrée dans les traditions locales. Les champs de chanvre s'étendaient à perte de vue, offrant une matière première précieuse pour la production de textiles, de cordes et de papier.
Au fil des décennies, la demande mondiale pour les produits dérivés du chanvre augmenta. Kanepi, grâce à ses terres fertiles et à son savoir-faire ancestral, devint un centre névralgique de cette industrie florissante. Les agriculteurs locaux, autrefois modestes, prospérèrent et investissaient dans des technologies agricoles avancées, augmentant ainsi les rendements de leurs récoltes.
Les bénéfices générés par cette production permirent à la ville de se développer rapidement. De nouvelles infrastructures virent le jour : écoles, hôpitaux, routes pavées. Des artisans et des commerçants affluèrent, attirés par les opportunités économiques. Kanepi, autrefois village isolé, se transforma en une ville dynamique et prospère.
En 2018, en hommage à son héritage, la ville adopta officiellement la feuille de cannabis comme symbole sur son blason. Ce geste, bien que controversé, souligna l'importance historique et économique de cette plante pour Kanepi. Aujourd'hui, la ville continue de prospérer, mêlant tradition et modernité, tout en restant fidèle à ses racines de chanvre.

## Politique et administration

### Découpage territorial
La commune est divisée en 49 localités. La mairie et le siège de la plupart des institutions communales sont situés dans la localité de Kanepi alevik.
| Liste des localités de la commune de Kanepi | Liste des localités de la commune de Kanepi | Liste des localités de la commune de Kanepi | Liste des localités de la commune de Kanepi | Liste des localités de la commune de Kanepi |
| Code                                        | Nom officiel actuel (Estonien)              | Nom historique (Allemand)                   | Type                                        | Population (2021)                           |
| ------------------------------------------- | ------------------------------------------- | ------------------------------------------- | ------------------------------------------- | ------------------------------------------- |
| 1058                                        | Abissaare                                   |                                             | village (küla)                              | 47                                          |
| 1131                                        | Aiaste                                      |                                             | village (küla)                              | 61                                          |
| 1619                                        | Erastvere                                   |                                             | village (küla)                              | 336                                         |
| 1785                                        | Hauka                                       |                                             | village (küla)                              | 21                                          |
| 1799                                        | Heisri                                      |                                             | village (küla)                              | 28                                          |
| 1857                                        | Hino                                        |                                             | village (küla)                              | 37                                          |
| 1914                                        | Hurmi                                       |                                             | village (küla)                              | 74                                          |
| 1960                                        | Häätaru                                     |                                             | village (küla)                              | 23                                          |
| 2007                                        | Ihamaru                                     |                                             | village (küla)                              | 131                                         |
| 2259                                        | Jõgehara                                    |                                             | village (küla)                              | 42                                          |
| 2277                                        | Jõksi                                       |                                             | village (küla)                              | 43                                          |
| 2387                                        | Kaagna                                      |                                             | village (küla)                              | 45                                          |
| 2392                                        | Kaagvere                                    |                                             | village (küla)                              | 66                                          |
| 2667                                        | Kanepi alevik (centre)                      |                                             | petit bourg (alevik)                        | 516                                         |
| 2707                                        | Karaski                                     |                                             | village (küla)                              | 61                                          |
| 2727                                        | Karilatsi                                   |                                             | village (küla)                              | 56                                          |
| 2769                                        | Karste                                      |                                             | village (küla)                              | 77                                          |
| 3280                                        | Koigera                                     |                                             | village (küla)                              | 57                                          |
| 3399                                        | Kooli                                       |                                             | village (küla)                              | 35                                          |
| 3415                                        | Kooraste                                    |                                             | village (küla)                              | 61                                          |
| 3505                                        | Krootuse                                    |                                             | village (küla)                              | 424                                         |
| 3511                                        | Krüüdneri                                   |                                             | village (küla)                              | 31                                          |
| 4156                                        | Lauri                                       |                                             | village (küla)                              | 30                                          |
| 4707                                        | Maaritsa                                    |                                             | village (küla)                              | 152                                         |
| 4730                                        | Magari                                      |                                             | village (küla)                              | 65                                          |
| 5314                                        | Mügra                                       |                                             | village (küla)                              | 56                                          |
| 5557                                        | Närapää                                     |                                             | village (küla)                              | 45                                          |
| 5959                                        | Palutaja                                    |                                             | village (küla)                              | 28                                          |
| 6089                                        | Peetrimõisa                                 |                                             | village (küla)                              | 38                                          |
| 6163                                        | Piigandi                                    |                                             | village (küla)                              | 87                                          |
| 6167                                        | Piigaste                                    |                                             | village (küla)                              | 85                                          |
| 6209                                        | Pikajärve                                   |                                             | village (küla)                              | 42                                          |
| 6217                                        | Pikareinu                                   |                                             | village (küla)                              | 41                                          |
| 6354                                        | Prangli                                     |                                             | village (küla)                              | 115                                         |
| 6472                                        | Puugi                                       |                                             | village (küla)                              | 42                                          |
| 6520                                        | Põlgaste                                    |                                             | village (küla)                              | 343                                         |
| 6889                                        | Rebaste                                     |                                             | village (küla)                              | 42                                          |
| 7486                                        | Saverna                                     |                                             | village (küla)                              | 340                                         |
| 7645                                        | Sirvaste                                    |                                             | village (küla)                              | 67                                          |
| 7785                                        | Sulaoja                                     |                                             | village (küla)                              | 42                                          |
| 7897                                        | Sõreste                                     |                                             | village (küla)                              | 58                                          |
| 8217                                        | Tiido                                       |                                             | village (küla)                              | 66                                          |
| 8455                                        | Tuulemäe                                    |                                             | village (küla)                              | 41                                          |
| 8469                                        | Tõdu                                        |                                             | village (küla)                              | 30                                          |
| 8932                                        | Valgjärve                                   |                                             | village (küla)                              | 171                                         |
| 9066                                        | Varbuse                                     |                                             | village (küla)                              | 33                                          |
| 9229                                        | Veski                                       |                                             | village (küla)                              | 64                                          |
| 9422                                        | Vissi                                       |                                             | village (küla)                              | 46                                          |
| 9472                                        | Voorepalu                                   |                                             | village (küla)                              | 38                                          |
| Population totale (2021)                    | Population totale (2021)                    | Population totale (2021)                    | Population totale (2021)                    | 4481                                        |

#### Circonscription électorale
En période d'élection, Kanepi fait partie de la circonscription éléctorale 11 (valimisringkond nr 11) incluant les Comtés historiques de Põlva, de Võru et de Põlva. N'importe quel électeur de la commune de Kanepi peut voter dans tous les bureaux de vote pendant leurs heures d'ouverture. L'électeur n'est plus lié à son bureau de vote spécifique car une liste électorale utilisée est électronique, permettant également le vote en ligne.

### Conseil municipal
Comme toutes les communes d'Estonie, Kanepi dispose de son propre conseil municipal (vallavolikogu). Les conseillers sont élus par les habitants selon le principe de la représentation proportionnelle. Les élections municipales ont lieu tous les quatre ans lors du troisième dimanche d'octobre. La compétence exclusive du conseil comprend, entre autres, l'adoption et la modification du plan d'urbanisme, de la stratégie budgétaire de la commune, la mise en place de taxes locales, l'attribution de subventions ou encore la souscription de prêts.
Le nombre de membres du conseil municipal est déterminé par la composition du conseil précédent. Néanmoins, la population municipale étant entre 3500 et 5000 habitants, la loi estonienne mentionne que le conseil doit compter au moins 15 membres. Le conseil municipal actuel de Kanepi en compte 17. L'organisation du travail du conseil est définie par la loi Estonienne sur l'organisation des collectivités locales et les statuts propres de la commune de Kanepi.
Aux élections municipales de 2021, le Parti de la réforme est arrivé en tête. Depuis 2021, la répartition politique des conseillers municipaux est la suivante :

### Maire et éxecutif local
Le gouvernement de la commune (vallavalitsus) est dirigé par le maire, élu par le conseil municipal parmi ses membres. La nomination des autres membres du gouvernement par le maire doit être approuvée par le conseil municipal.
| Nom             | Rôle                                  | Portefeuille      |
| --------------- | ------------------------------------- | ----------------- |
| Mikk Järv       | Maire (vallavanem)                    |                   |
| Heli Peetsmann  | Membre du gouvernement local (liige)  |                   |
| Anneli Ehte     | Membre du gouvernement local (liige)  |                   |
| Kaida Vool      | Directrice des finances (liige)       |                   |
| Terje Lihtsa    | Directrice des services sociaux       | affaires sociales |
| Rain Sangernebo | Directeur du service économie (liige) | économie          |

## Population et société

### Démographie

#### Évolution démographique
| 2015  | 2016  | 2017  | 2018  | 2019  |
| ----- | ----- | ----- | ----- | ----- |
| 4 833 | 4 808 | 4 886 | 4 803 | 4 780 |

| 2020  | 2021  | 2022  | 2023  | - |
| ----- | ----- | ----- | ----- | - |
| 4 662 | 4 685 | 4 480 | 4 453 | - |

## Économie

### Revenus de la population et emploi
Les principaux employeurs de Kanepi au 31 décembre 2019:
| Employeur                              | Type d'activité                | Nombre d'employés |
| -------------------------------------- | ------------------------------ | ----------------- |
| Arke Lihatööstus AS                    | Production de produits carnés  | 113               |
| Administration de la commune de Kanepi | Organisme administratif        | 57                |
| Cista AS                               | Production de papier et carton | 50                |
| Kanepi Gümnaasium                      | Lycée                          | 36                |
| Krootuse Agro AS                       | Élevage de bovins laitiers     | 34                |

## Culture

### Personnalités liées à la commune
Anu Põder, née en 1947 à Kanepi, décédée en 2013, est une sculptrice estonienne internationalement reconnue.